# Jacob Cats
Jacob Cats, né à Brouwershaven le 10 novembre 1577 et mort à La Haye le 12 septembre 1660, est un poète, fabuliste, juriste et homme politique néerlandais. Après avoir étudié le droit aux Pays-Bas et en France, il s’établit d’abord comme avocat à Middelbourg où il devient rapidement un grand propriétaire terrien. Grand pensionnaire de Hollande de 1621 à 1636, il consacre une bonne partie de son temps à la poésie et à la rédaction de fables à caractère didactique. Connu en néerlandais comme Vader Cats (littéralement : Père le Chat), on le surnomme en français le « La Fontaine de Hollande ».

## Biographie

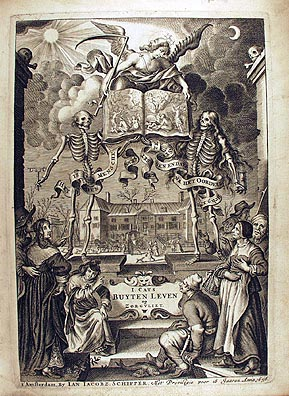
Gravure illustrant la résidence de Sorghvliet, aujourd'hui résidence du premier ministre des Pays-Bas

Jacob Cats nait le 10 novembre 1577, quatrième enfant d’une famille assez peu connue de l’aristocratie dirigeant les municipalités de Zélande (regenten). Ayant perdu sa mère à un très jeune âge, il est adopté de même que ses trois frères par un oncle. Après avoir fréquenté l’école secondaire de Zierikzee, il étudie le droit à l’Université de Leyde où son nom figure encore dans le registre des étudiants et poursuit ses études à Orléans en France, avant de prêter serment d’avocat à La Haye.
Il s’établit en 1603 à Middlebourg où sa défense d’une personne accusée de sorcellerie lui vaut une certaine réputation et de nombreux clients. Il se spécialise dans les différends issus de l’activité des corsaires, particulièrement actifs au cours de la guerre de Quatre-Vingts Ans. À la fin de la même année, il est nommé avocat général de la ville. Le 29 mai 1605, il épouse dans la Nieuwe Kerk (litt : La nouvelle église) d’Amsterdam Elisabeth van Valckenburg, alors âgée de vingt-six ans et venant d’Anvers. L’aisance de sa nouvelle épouse lui permet de s’établir à Grijpskerke où il se consacre à l’administration de ses fermes et à la poésie.
En 1607, il prend le parti de l’Église calviniste, geste non seulement religieux, mais aussi politique puisque deux ans plus tard la Trêve de douze ans devait opposer les Remonstrants, grands bourgeois républicains ouverts à une interprétation de la Bible moins stricte que celle de Calvin et conduits par le grand pensionnaire Johan van Oldenbarnevelt, aux calvinistes de stricte obédience conduits par le stadhouder Maurice de Nassau.
Avec la Trêve de douze ans (1609-1621) qui permet aux Provinces-Unies de développer leur flotte maritime, l’activité des corsaires diminue et avec elle le nombre de procès intentés devant les autorités municipales. De telle sorte qu’à partir de 1612, il peut, avec son frère Cornelis, consacrer presque tout son temps et son argent à la reconstruction des digues que la Guerre de Quatre-vingts ans a détruites, inondant nombre de terres de Zélande. En dépit de malchance et de disputes judiciaires, il se retrouve après quelques années grand propriétaire terrien.
Du 30 octobre 1621 au 31 mars 1623, il est « pensionnaire » de Middelbourg. Par la suite, il est pensionnaire de Dordrecht de 1623 à 1636. En 1627, il est chargé de mission auprès du roi Charles Ier d’Angleterre qui le fait chevalier. Le 3 juillet 1636, il est nommé « grand pensionnaire de Hollande ». S’y ajoute, en 1648, la tâche de garde des sceaux.
Il conserve cette fonction jusqu’au 27 septembre 1651 après quoi il se retire dans l’une de ses nombreuses résidences : Munnikenhof près de Grijpskerke (Zélande), Catshoeve près de Groede (Zélande) et surtout Sorghvliet  (La Haye), devenue aujourd’hui résidence du premier ministre des Pays-Bas. Il s’y consacre entre autres à la rédaction de son autobiographie, "Quatre-vingt-deux ans de ma vie", qui parait à Leyde en 1734. C’est à Sorghvliet qu’il meurt et est enterré dans le Kloosterkerk (litt : église du couvent) de La Haye.

## Œuvre

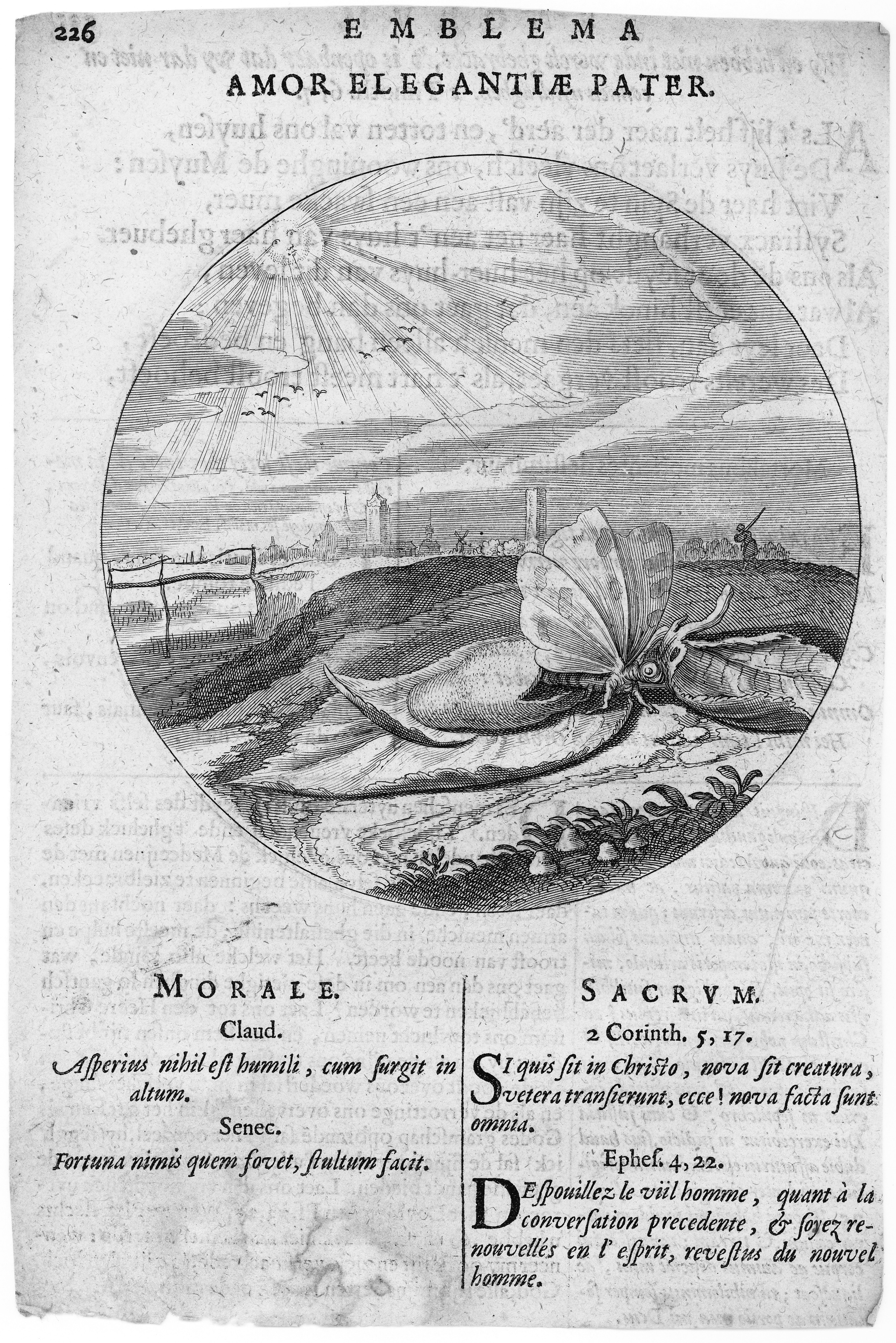
"Emblème", tirée du recueil Monita amoris virginei (1620)

Dans ses ouvrages, Cats s’adresse surtout à un jeune public, celui des jeunes gens en âge de se marier et cherchant la partenaire idéale. En accord avec la morale calviniste, Cats met l’accent sur le choix éclairé d’un partenaire et l’attachement que les deux époux doivent manifester l’un pour l’autre dans leur vie conjugale.
Son œuvre la plus connue est le livre d’emblèmes, Sinne- en minnebeelden, dont le titre remplaça le titre latin Silenus Alcibiadis, sive Proteus de l’édition parue en 1618. En néerlandais, le mot Zinnebeld signifie emblème, c’est-à-dire une image qui a un sens caché et qui conduit à la connaissance; l’expression « minnebeelden »  signifie « images de l’amour ». Ces livres d’emblèmes, qui eurent un grand succès en Europe aux XVIe siècle et XVIIe siècle, étaient des livres de gravures accompagnés d’un titre et d’un texte. L’image, généralement une gravure sur bois, formait le corps de l’emblème; le titre, souvent en latin, était la clé de l’emblème et consistait souvent en une phrase empruntée à un auteur antique, à un Père de l’Église ou à la Bible; le texte en donnait le sens caché. Dans le cas de Cats, ce texte était rédigé en néerlandais, en latin, en français et en anglais. Leur caractère cryptique et souvent humoristique captivait les lecteurs de l’époque avides d’y trouver des leçons morales pour guider leur vie.
Le livre comporte cinquante-deux emblèmes  dont les textes correspondent aux trois phases de la vie : la première consiste en conseils pour les jeunes gens qui veulent s’engager dans  une relation; la deuxième est destinée aux pères et mères de famille; la troisième consiste en une réflexion pour les gens murs qui s’interrogent sur leur relation à Dieu.
L’ouvrage, illustré par Adriaen van de Venne, fut un immense succès de librairie et fut édité en plusieurs formats pouvant convenir à toutes les bourses et à tous les âges, puisqu’il comportait des leçons de morale non seulement pour les jeunes gens, mais aussi pour les adultes et les gens âgés.

## Célébrité
Cats est le contemporain de Hooft et Vondel, de même que de nombreux autres auteurs de l’Âge d’or de la littérature néerlandaise. Toutefois, ses opinions orangistes et calvinistes l’éloignent des auteurs plus libéraux d’Amsterdam. Il est cependant l’ami de Constantijn Huygens dont les opinions politiques ressemblent passablement aux siennes. Bien que peu connu hors des Pays-Bas, il jouit d’une énorme réputation dans sa patrie pour près de deux siècles. La collection complète de ses poèmes est distribuée, croit-on, à 50 000 exemplaires et a la réputation d’être avec la Bible « le » livre que l’on retrouvait dans tous les foyers néerlandais. La prolixité de Cats, de même que les sujets abordés et le caractère archaïsant de sa langue, font qu’il est de nos jours plus réputé que lu. Toutefois, plusieurs des expressions qu’il a créées (par exemple : Kinderen zijn hinderen – Les enfants sont une plaie) se retrouvent sous forme d’expressions familières dans le langage néerlandais courant.

## Ouvrages
- 1593 - Carmen in laudem doctissimi & eximij juvenis Iohannis Antonii Amstelrodamensis

- 1595 - Ode epithalamia in nuptias nobilissimi iuvenis Galeni van-der-Laen ac generosae virginis Franciscae ab Hemstede

- 1598 - Disputatio de actionibus, compilata quasi per Saturam ex. Tit. Inst. De Actionibus

- 1618 - Proteus of Sinne- en minnebeelden (livre d’emblèmes)

- 1620 - Self-stryt

- 1625 - Houwelick

- 1632 - Spiegel van den ouden en nieuwen tyt

- 1637 - Trou-ringh ( 's Werelts begin, midden, eynde, besloten in den Trou-ringh), een groot leerdicht in vier delen, met veel verhalen op rijm; vervolg op Houwelick. Deel I bevat o.a. Adam en Eva; deel II Crates en Hipparchia; deel III Emma en Eginard, onder de titel De man-dragende Maeght; in dit deel ook het beroemde Het Spaens Heydinnetje. De tweede druk van het grote werk kwam reeds in 1638.

- 1655 - Alle de wercken van Jacob Cats (réédité en 1658 et 1665)

- 1655 - Koningklyke herderinne, Aspasia

- 1655 - Ouderdom, buyten-leven en hof-gedachten op Sorghvliet

- 1656 - Doodkiste voor den levendige

- 1659 - Twee- en tachtig-jarig leeven